# Fritz Bräun
Fritz Bräun (* 4. Dezember 1903 in Fürth, Bayern; † 10. Januar 1982 in Idar-Oberstein) war ein deutscher Ringer.

## Werdegang
Fritz Bräun begann mit 10 Jahren in Fürth mit dem Ringen und betätigte sich später auch mit dem Gewichtheben. Bräun erreichte die deutsche Spitzenklasse schon mit 18 Jahren, als er 1921 erstmals deutscher Meister wurde. 1924 wechselte er zum ASV Kreuznach, mit deren Mannschaft er 1925 und 1928 deutscher Mannschaftsmeister wurde. Die Kreuznacher praktizierten damals schon etwas, was sonst erst in den 1980er Jahren üblich wurde, sie holten sich Spitzenringer aus ganz Europa in ihr Team. So z. B. den ungarischen Olympiasieger Lajos Keresztes, mit József Tasnádi einen weiteren Ungarn und mit Bräun und Willi Müller aus Köln zwei deutsche Meister. Bräun kam auch zu internationalen Erfolgen, wurde zweimal Europameister, konnte sich aber nie für Olympische Spiele qualifizieren. 1928 scheiterte er im Mittelgewicht an Hermann Simon aus Koblenz und 1932 im Halbschwergewicht an Heinrich Heitmann, Hörde und Robert Rupp, Mannheim. Bei den Europameisterschaften 1925 und 1926 schlug er die späteren Olympiasieger Väinö Kokkinen und Ivar Johansson.
Schon während seiner Ringerlaufbahn war Bräun von 1931 bis 1934 Reichstrainer im DASV und danach Assistent von Reichstrainer Jean Földeák. Nach 1945 war er zeitweise Trainer des saarländischen Ringerverbandes. Auch war er Sportlehrer in Idar-Oberstein.

## Internationale Erfolge
| Jahr | Platz | Wettbewerb                  | Stil | Gewichtsklasse | Ergebnisse |
| 1923 | 1.    | Intern. Messepokal in Wien  | GR   | Mittel         | vor Peter Stockbauer und Franz Drahozal, beide Österreich und Adolf Rieger, Deutschland                                                            |
| 1924 | 1.    | EM in Neunkirchen (Saar)    | GR   | Mittel         | vor Heinrich Stiefel, Julius Conter, Gustav Engel und Hugo Mohne, alle Deutschland                                                                 |
| 1925 | 1.    | EM in Mailand               | GR   | Mittel         | mit Siegen über Radovan Nikolić, Jugoslawien, Mario Gruppioni, Italien, und Väinö Kokkinen, Finnland                                               |
| 1925 | 2.    | Intern. Turnier in Budapest | GR   | Mittel         | hinter Istvan Szalay, vor Dr. Sandor Laczka, beide Ungarn                                                                                          |
| 1926 | 2.    | EM in Riga                  | GR   | Mittel         | mit Siegen über Friedrich Kranberg, Estland, László Papp, Ungarn, Ivar Johansson, Schweden, und einer Niederlage gegen Johannes Jakobsen, Dänemark |
| 1927 | 1.    | Intern. Turnier in Helsinki | GR   | Mittel         | vor Arvo Haavisto und Poikkala, beide Finnland |
| 1927 | 1.    | Intern. Turnier in Bologna  | GR   | Halbschwer     | vor R. Compagnoli, Italien |
| 1927 | 4.    | EM in Budapest              | GR   | Mittel         | mit Siegen über Ragnar Bohm, Schweden, und Federico Malossi, Italien, und Niederlagen gegen László Papp und František Hala, Tschechoslowakei       |
| 1927 | 2.    | Intern. Turnier in Riga     | GR   | Mittel         | hinter Albert Kusnets, Estland, vor Väinö Kokkinen                                                                                                 |
| 1928 | 1.    | Intern. Turnier in Wiborg   | GR   | Halbschwer     | vor Emil Wecksten und Friman, beide Finnland |

## Deutsche Meisterschaften
- 1921, 1. Platz, GR, Mi, vor Richard Falkner, Berlin, und Fritz Schürmann, Mülheim/Rhein;
- 1922, 2. Platz, GR, Mi, hinter Viktor Fischer, Köln, und vor Fritz Eichblatt, Mainz;
- 1923, 4. Platz, GR, Mi, hinter Viktor Fischer, Fritz Schürmann und Adolf Rieger, Berlin, vor Heinrich Stiefel
- 1924, 1. Platz, GR, Mi, vor Heinrich Stiefel, Ludwigshafen am Rhein, und W. Link, Weingarten;
- 1925, 1. Platz, GR, Mi, vor Schürmann und Julius Maier, Cannstatt;
- 1928, 3. Platz, GR, Mi, hinter Eduard Krämer, Duisburg, und Jean Földeák, Hamburg;
- 1931, 1. Platz, GR, Hs, vor Fritz Ertle, Nürnberg, und Heinrich Heitmann, Hörde;
- 1932, 2. Platz, GR, Hs, hinter Heitmann und vor Julius Ließfeld, Dessau;
- 1934, 2. Platz, F, Hs, hinter Herbert Audersch, Koblenz, und vor Edmund Meier, Wiesental